# Stictoptera richardi
Stictoptera richardi är en fjärilsart som beskrevs av Arnold Pagenstecher 1885. Stictoptera richardi ingår i släktet Stictoptera och familjen nattflyn. Inga underarter finns listade i Catalogue of Life.